# Biřička (potok)
Biřička – potok w Czechach o długości 8,6 km i powierzchni dorzecza 13,3 km².
Początek potoku znajduje się około 1 km na północny zachód od gminy Býšť (powiat Pardubice) i stąd płynie on poprzez Nový Hradec Králové oraz Roudničkę do hradeckiej dzielnicy Třebeš, gdzie na granicy z katastrem gminy Vysoká nad Labem wpada do Łaby.
Nazwa pochodzi od czeskiego słowa biřic = drab, lub jego żony – biřicki. Od początku XV w. do XIX w. nosił nazwę Czarny Potok.
Wodą z potoku są zasilane stawy Biřička, Datlík, Cikán oraz Roudnička, ale na potoku został także zbudowany zbiornik wodny Cesta Myslivců, ponieważ przepływ wody systematycznie spada.
Wszystkie stawy wraz z okolicą są domem dla wielu ptaków wodnych, zwłaszcza kaczek dzikich, łysek i chrząszczy, oraz innych gatunków wodnych roślin i zwierząt. Z tego powodu tereny wokół stawów Roudnička oraz Datlík są objęte ochroną.